# Чжан Чжичжун
Чжан Чжичжу́н (кит. упр. 张治中, пиньинь Zhāng Zhìzhōng, 27 октября 1895 — 10 апреля 1969) — генерал Национально-революционной армии Китайской республики, политический деятель КНР.

## Начало военной карьеры
Чжан Чжичжун родился в 1895 году в уезде Чаосянь провинции Аньхой. В 1916 году окончил Баодинское военное училище, потом служил в армиях юньнаньских и гуансийских милитаристов. В 1924 году по приглашению Чан Кайши стал преподавателем Академии Вампу. В 1926 году принял участие в Северном походе после перевода Академии в Ухань возглавил там учебную часть, в этой должности он остался (до 1937 года) и после переезда в 1928 году Академии в новую столицу Китая — Нанкин. Параллельно с преподавательской деятельностью, Чжан Чжичжун участвовал на стороне Чан Кайши в милитаристских войнах 1930-х годов.

## Война с японцами
В 1932 году Чжан Чжичжун возглавил 5-ю армию во время отражения атаки японцев на Шанхай. После битвы он занялся укреплением в военном отношении района Шанхай-Нанкин, а в 1936 году был официально назначен командующим Нанкин-Шанхайской военной зоной. После начала в 1937 году японо-китайской войны Чжан Чжичжун руководил обороной Шанхая, а потом стал губернатором провинции Хунань. Когда в ноябре 1938 года японцы начали продвигаться в Хунань, Чжан Чжичжун стал применять тактику выжженной земли. По приказу Чан Кайши, 13 ноября 1938 года была сожжена столица провинции — город Чанша. Однако пожар в Чанша вызвал такой народный гнев, что срочно потребовалось найти «козлов отпущения», и Чжан Чжичжун был смещён с поста губернатора (однако, в отличие от трёх других объявленных виновными, не был казнён). В феврале 1939 года Чжан Чжичжун прибыл в Чунцин и возглавил Военный совет, став одним из самых близких к Чан Кайши людей.

## В Синьцзяне
В 1944 году началось восстание в Синьцзяне, была образована Восточно-Туркестанская Революционная республика. Чан Кайши назначил Чжан Чжичжуна главой Синьцзянского правительства и поручил ему переговоры с восставшими. 2 января 1946 года было подписано «Соглашение из 11 пунктов», которое было утверждено Чан Кайши в июне. В соответствии с этим соглашением, было создано коалиционное правительство Синьцзяна, председателем которого стал Чжан Чжичжун. На посту председателя Чжан Чжичжун с одной стороны, старался ликвидировать революционную базу трёх восставших округов Синьцзяна, а с другой — пытался подавить поднимающуюся Кашгарию. Это вызвало протесты националистов, и в мае 1947 года Чан Кайши отозвал Чжан Чжичжуна в Чунцин.

## Образование КНР
К концу 1948 года ситуация в гражданской войне стала для Гоминьдана безнадёжной. 21 января 1949 года Чан Кайши объявил о своей окончательной отставке и о передаче президентских функций Ли Цзунжэню, который на следующий день заявил о готовности вести мирные переговоры с КПК на основании восьми условий, выдвинутых Мао Цзэдуном 14 января 1949 года в «Заявлении о текущем моменте». Переговоры начались 1 апреля в Бэйпине; делегацию КПК возглавил Чжоу Эньлай, делегацию гоминьдана — Чжан Чжичжун. В результате длившихся полмесяца переговоров было разработано Соглашение об установлении мира в стране. Однако 20 апреля нанкинское правительство отвергло предложенный КПК текст Соглашения, и боевые действия возобновились. Узнав об этом, Чжан Чжичжун не стал возвращаться в Нанкин, а отправился в Бэйпин. В июне 1949 года он официально вышел из партии Гоминьдан.
После образования КНР 1 октября 1949 года Чжан Чжичжун стал заместителем председателя политсовета Северо-Западной армии, в 1954 году стал заместителем председателя Постоянного комитета ВСНП, также был заместителем председателя Революционного комитета Гоминьдана. Когда в годы Культурной революции он стал подвергаться репрессиям, по предложению Чжоу Эньлая Мао Цзэдун составил список «ценных кадров, подлежащих защите», в который попал и Чжан Чжичжун.